# Margie Moran
 (juillet 2016).
Margie Moran, née Maria Margarita Roxas Moran-Floirendo le 15 septembre ou le 29 octobre 1953 à Manille aux Philippines, est une danseuse et femme d'affaires philippine, qui fut Miss Univers 1973.
Elle est la petite fille de l'ancien président de Philippines Manuel Roxas,.

## Biographie
Elle est modèle à temps partiel pour le créateur de mode Auggie Cordero, notamment pour des publicités. Ses amis et sa famille l'incitent à se présenter pour le concours de Miss Philippines. Elle accepte et remporte le titre.
Le 21 juillet 1973 à Athènes, elle est couronnée Miss Univers 1973, parmi 61 concurrentes. Deux ans après son élection, elle termine ses études en administration des affaires au collège Miriam, puis entreprend un master à l'Université de Londres.  
Elle est également connue pour ses œuvres sociales et civiques, en particulier pour la promotion de la paix et des moyens de subsistance dans le cadre de la Commission de Mindanao et, récemment, en tant qu'ambassadrice des Philippines à l'Habitat for Humanity International,.
Sa passion et son expérience en tant que danseuse depuis l'âge de 18 ans l'incitent à promouvoir les arts, la culture et l'écologie. Elle préside le Ballet Philippines.

## Vie privée
Elle s'est mariée avec le député Antonio R. Floirendo Jr. de Davao du Nord, mais s'est séparée après trente ans de mariage. Ils ont eu deux filles, Monica Danielle et Gabrielle Antoinette.[réf. souhaitée]